# Mary Anderson (izumiteljica)
Mary Elizabeth Anderson, ameriška podjetnica, posestnica in izumiteljica, * 19. februar 1866, okrožje Greene, Alabama, Združene države Amerike, † 27. junij 1953, Monteagle, Tennessee.
Znana je kot izumiteljica brisalca, prve učinkovite naprave za brisanje vode in snega z vetrobranskih stekel avtomobilov.

## Življenje in delo

### Zgodnje življenje
Rodila se je tik po ameriški državljanski vojni, na začetku obdobja rekonstrukcije. Imela je vsaj eno sestro, Fannie, s katero je ostala tesno povezana vse življenje. Nekaj let po rojstvu je izgubila očeta, a se je lahko družina preživljala s prihodki od njegovega posestva. Leta 1889 so se preselili v takrat cvetoči Birmingham v Alabami. O njeni izobrazbi ni ohranjenih podatkov.
V Birminghamu je sodelovala pri družinski investiciji v večstanovanjski objekt Fairmont Apartments, nato pa se je leta 1893 preselila v Fresno (Kalifonija), kjer je prevzela upravljanje govedorejskega ranča in vinograda. V Birmingham se je vrnila leta 1900, da bi pomagala skrbeti za obolelo teto, ki se je priselila v Fairmont Apartments.

### Izum brisalca
Teta je prinesla s seboj velik zaboj, ki ga nihče ni smel odpreti, kmalu po tistem pa je umrla. Ko so zaboj odprli, so našli v njem veliko zbirko zlatnine in drugih dragocenosti, tako da so po prodaji postali precej premožni. Zapuščino se je namenila proslaviti z obiskom New Yorka, kamor je prispela sredi zime. Tam je opazovala premraženega voznika tramvaja, ki je moral večkrat ustaviti in od zunaj brisati sodro z vetrobranskega stekla, zato si je zamislila napravo, ki bi omogočala brisanje iz notranjosti vozila.
Po vrnitvi je zasnovala gumijast brisalec s protiutežjo in vzmetjo, podoben sedanjim, ki bi ga voznik premikal z ročico v notranjosti kabine. Načrt je dala izdelati lokalnemu strojniku in vložila patentni zahtevek, ki je bil odobren 10. novembra 1903 za obdobje 17 let (US 743801). Ponudila ga je nekemu kanadskemu podjetju iz Montréala, ki pa ga iznajdba ni zanimala, saj takrat avtomobili še niso bili tako razširjeni. Iz ne povsem pojasnjenih razlogov po zavrnitvi nato ni niti poskušala patenta prodati kje drugje.
Patent je potekel leta 1920, kmalu po tistem pa je podjetje Cadillac prvo pričelo serijsko vgrajevati brisalce v svoje avtomobile po podobnem patentu nekega drugega izumitelja. Mary Anderson tako od svojega izuma ni imela nič.

### Kasnejša leta
Po smrti svaka v 1920. letih so tri ženske – Mary, njena sestra in njuna mati – spet živele samostojno v svoji zgradbi Fairmont Apartments. Ona sama se ni nikoli poročila ali imela otrok. Do svoje smrti v 88. letu starosti je upravljala s poslopjem. Umrla je v poletni rezidenci v kraju Monteagle (Tennessee).
Posmrtno je bila vpisana v Nacionalni hram slavnih izumiteljev.